# Nneka Ogwumike
Nnemkadi Ogwumike, dite communément Nneka Ogwumike, née le 2 juillet 1990 à Tomball, Texas, est une joueuse américaine de basket-ball. Elle a joué au basket-ball pour l'Université de Stanford, elle aide son équipe à atteindre quatre fois le final four. En 2012, elle est sélectionnée en première position de la draft de la Women's National Basketball Association (WNBA) par les Sparks de Los Angeles, elle est élue Rookie of the Year, meilleure débutante de la ligue en 2012. Ogwumike a été nommée MVP de la WNBA lors de la saison 2016 et elle remporte la finale de la WNBA la même année. Elle a été nommée dans la liste des 25 meilleurs joueurs de la ligue pour ses 25 premières années, en 2021. Elle a également joue en Europe pour le Dynamo Koursk avec lequel elle remportera l'euroligue.
Son nom "Nneka" signifie "Mère est suprême" dans la langue Igbo du Nigeria - d'où sa famille est originaire. Ogwumike a été élu président de l'Association des joueuses de la WNBA en 2016 et a été réélu pour un nouveau mandat de trois ans en 2019.

## Biographie

### Jeunesse
Fille de Peter et Ify Ogwumike, elle est l'ainée d'une famille de quatre filles, ses sœurs se prénommant Chinenye (dite Chiney), Chisom, et Ernima. Elle effectue son lycée à la Cy-Fair High School de Cypress au Texas, école dont elle sort diplômée en 2008. bien que n'ayant pas joué durant sa première année, elle dispute trois saisons avec l'équipe de son école, pour un bilan total de 108 victoires et deux défaites. Ses statistiques dans cette école sont de 2 204 points, 1 287 rebonds, 172 passes, 262 passes et 133 contres. Lors de ses deux dernières années, elle remporte le titre de champion 5A de l'état. Elle reçoit de nombreuses récompenses durant ces années. Parmi celles-ci, elle est désignée Gatorade Girls National Basketball Player of the Year.

### Carrière universitaire

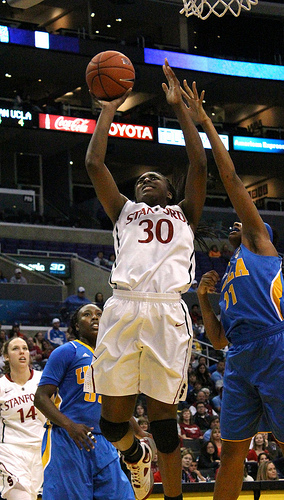
Ogwumike a Stanford

En 2008, elle rejoint l'université Stanford pour évoluer avec les Cardinal de Stanford. Avec son école, elle remporte à quatre reprises la phase régulière de la Pac-10. Elle remporte également à quatre reprises le tournoi final de la conférence, ce qui lui permet de disputer le tournoi final de la NCAA (National Collegiate Athletic Association). Lors de sa première saison, elle dispute le Final Four, s'inclinant en demi-finale face aux Huskies du Connecticut sur le score de 83 à 64. L'année suivante, Stanford dispute une nouvelle fois le Final Four. Après s'être qualifié pour la finale grâce à 38 points de Nneka Ogwumike, deuxième performance de l'histoire d'un Final Four derrière les 47 points de Sheryl Swoopes lors du titre de 1993, Stanford s'incline face au même adversaire que la saison précédente, Connecticut, dont la dernière défaite date de 2008. Connecticut s'impose sur le score de 53 à 47, avec 11 points de Ogwumike. Pour la troisième année consécutive, elle dispute le Final Four. Lors de celui-ci, qu'elle dispute en compagnie de sa sœur Chiney Ogwumike, première année, elle inscrit 31 points, capte 7 rebonds, réussit 1 interception et quatre contres,. Lors de sa dernière année universitaire, elle conduit de nouveau son équipe au Final Four, avec 28 points, 8,5 rebonds par matchs durant le tournoi NCAA, dont une performance à 39 points. C'est finalement Baylor, avec Brittney Griner, qui se qualifie pour la finale en s'imposant sur le score de 59 à 47. Lors de cette partie, les statistiques de Nnemkadi Ogwumike sont de 22 points, 9 rebonds, 1 passe et 1 contre, sa sœur Chiney apportant également 4 points, 4 rebonds, 4 passes, 2 interceptions et 1 contre.
Lors de la draft 2012, elle est sélectionnée au premier rang par les Sparks de Los Angeles. Elle devient la première joueuse issue de Stanford à être sélectionné à cette place.

### Carrière professionnelle

#### Début professionnelle (2012-2015)
Nnemkadi Ogwumike commence sa carrière professionnelle avec les Sparks de Los Angeles. Son premier mois de compétition est récompensé d'un titre de meilleure joueuse rookie du mois. Cela est dû à sa première place du classement des statistiques pour les rookie à la moyenne de points avec 13,8, du pourcentage de réussite aux tirs avec 59,5 %, à la moyenne de contre avec 1,4. Elle est également deuxième à la moyenne pour le rebond avec 5,8 prises. Son total de sept contres la place alors au deuxième rang de la ligue. Peu après, elle est désignée joueuse de la semaine de la conférence Ouest, notamment pour son premier double-double en WNBA avec 25 points et 12 rebonds, ces deux statistiques étant également ses meilleurs totaux depuis ses débuts,. Elle dispute trente-trois des trente-quatre rencontres disputées par sa franchise, commençant l'ensemble de ses rencontres dans le cinq majeur. Ses statistiques sur la saison régulière sont de 14,0 points, au dix-huitième rang de la ligue et le premier rang des rookies, 7,5 rebonds, huitième joueuse de la WNBA et première débutante, 0,88 contre, dixième de la ligue et deuxième débutante. Sa franchise termine au deuxième rang de la conférence avec un bilan de vingt-quatre victoires et dix défaites, s'impose deux à zéro au premier tour des playoffs face à San Antonio puis s'incline sur le même score en finale de conférence face au Lynx du Minnesota. Durant ces playoffs, ses statistiques sont de 9 points, 5,3 rebonds, 0,5 passe, 0,8 contre.
Le 7 juillet 2015, elle est nommée meilleure joueuse de la semaine pour la Conférence Ouest pour la 4e fois de sa carrière, aidant les Sparks à obtenir les deux premières victoires de la saison avant de chuter en prolongation. Lors de ces trois rencontres, elle est la seconde marqueuse de la conférence (24,0 points), la leader au rebond (12,3) et la seconde ex-aequo aux interceptions (1,67). Malgré une année entravée par des blessures, elle est nommée dans le meilleur cinq défensif et conclu en février 2016 un nouveau contrat pluriannuel avec les Sparks.

#### Titre de championne WNBA et MVP de la WNBA (2016)

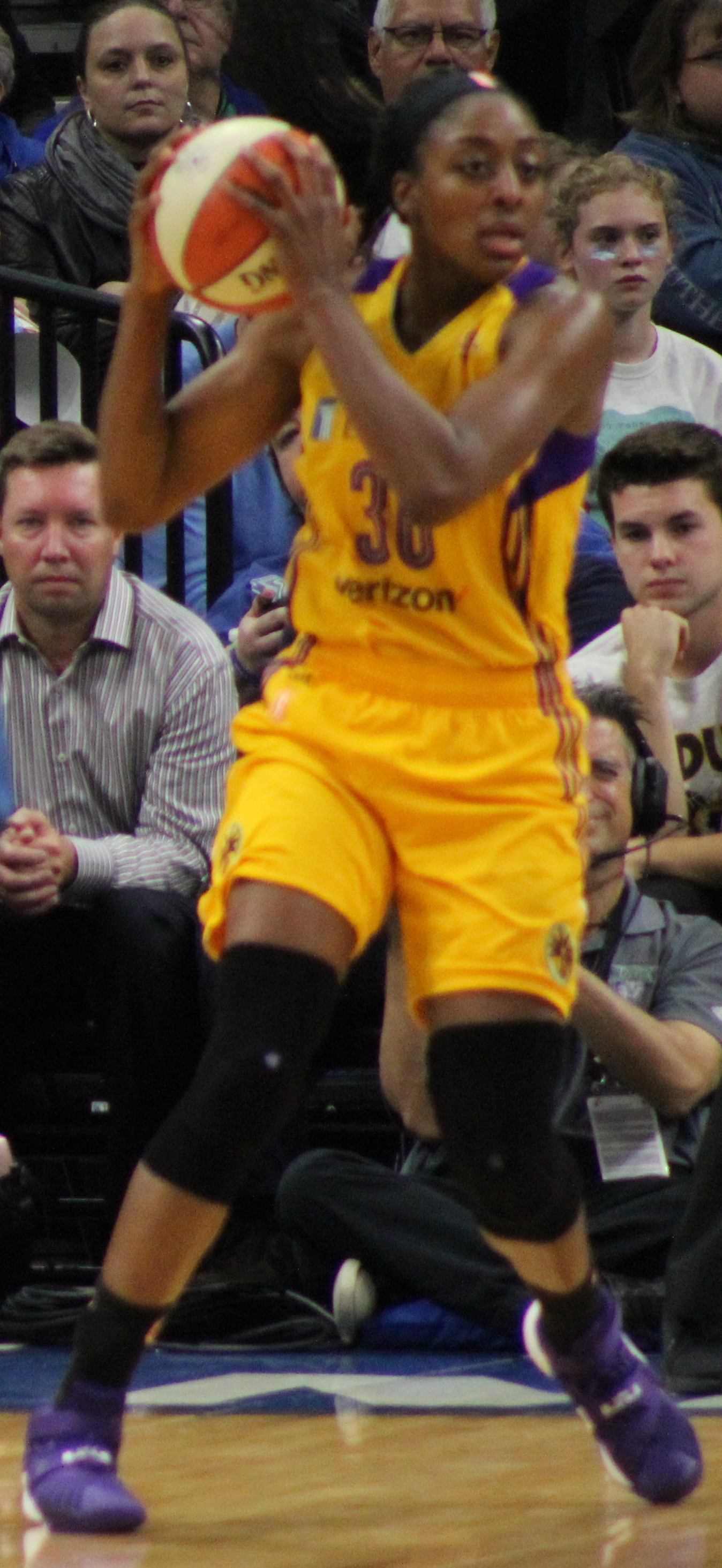
Ogwumike en finale WNBA 2016.

Lors de l'excellent début de saison 2016 des Sparks, elle se fait remarquer par ses aptitudes défensives, éteignant notamment la MVP en titre Elena Delle Donne à 8 points à 4 tirs réussis sur 14 . Lors de la neuvième victoire des Sparks en autant de rencontres, elle réussit 32 points contre les Wings de Dallas avec 12 tirs réussis sur 12, 7 lancers sur 7 tentatives, 10 rebonds, 3 passes décisives et une interception. Son 12/12 est un nouveau record de paniers réussis sans échec, surpassant le 11/11 établi par Seimone Augustus avec le Lynx face aux Sparks en 2007. Elle est logiquement nommée meilleure joueuse de la semaine pour la cinquième fois de sa carrière le 13 juin grâce à une semaine d'exception leader sur plusieurs catégories avec 25,0 points, 10 rebonds et une adresse de 86,4 % d'adresse aux tirs. Sur les trois rencontres entre le 7 et 14 juin, elle réussit une série de 23 paniers consécutifs surpassant de loin le record précédemment établi par Taj McWilliams-Franklin du 11 au 13 juin 2008 avec 15 unités. Après 16 rencontres et une seule défaite pour les Sparks, Nneka Ogwumike est la meilleure marqueuse et rebondeuse de sa franchise (18,4 points et 8,4 rebonds) avec un taux de réussite inédit de 70,4 % largement au-dessus des 66,8 % de Tamika Raymond lors de la saison WNBA 2003, cette dernière tirant qui plus est moins qu'Ogwumike. Début juillet, elle est nommée une deuxième fois joueuse de la semaine alors que les Sparks viennent d'égaler avec un bilan de 16-1 le meilleur départ de la ligue sur 17 rencontres disputées. Sur la semaine, elle est seconde de sa conférence aux points (22,3) et aux rebonds (10,0) avec une adresse exceptionnelle de 78,1 %. Ces performances lui valent d'être nommée meilleure joueuse du mois de juin de sa conférence, période durant laquelle les Sparks ont obtenu 10 victoires pour une seule défaite avec Ogwumike est meilleure marqueuse de sa conférence avec 19,7 points de moyenne sur avec une adresse inédite de 73,3 %. Elle est également deuxième de la conférence aux rebonds (8,2) et quatrième aux contres (1,36). Le 17 juillet, elle est élue meilleure joueuse de la semaine pour la troisième fois dans la saison avec un bilan de 2 victoires pour 1 revers dans la semaine. Elle est la plus adroite de la ligue avec 78,8 % de réussite mais aussi 11,0 rebonds. Juste avant la trêve olympique, elle est élue pour la 3e fois de la saison joueuse de la semaine, la 8e de sa carrière. En deux rencontres et autant de victoires, elle est la troisième meilleure marqueuse de la Conférence ouest (20,0) et la huitième aux passes décisives (4,5), tout en menant la ligue aux rebonds (14,0). En juillet, elle est nommée joueuse du mois pour la deuxième fois consécutive. Les 6 victoires pour 2 défaites permettent aux Sparks de garder le meilleur bilan de la ligue. Sur le mois, Ogwumike garde la meilleure adresse de la WNBA avec 72,0 %, mène aux rebonds (10,8). Dans la conférence, elle est première aux points (21,9), quatrième aux contres (1,63), quatrième aux interceptions (1,38) pour réussir 6 double doubles en 8 sorties. Après la trêve olympique, elle est nommée une troisième fois de rang joueuse de la semaine (5e fois de la saison, 9e fois en carrière) pendant les 10 jours qui ont vu les Sparks enregistrer trois victoires pour deux revers. Sur cette période, elle est la meilleure marqueuse de la conférence Ouest avec 21,0 points par rencontres, 5e aux rebonds (8,6) et aux passes décisives (4,2). Pour la dernière semaine de saison régulière, elle remporte une sixième fois le trophée de joueuse de la semaine, la dixième de sa carrière avec 2 succès et des statistiques de 20,5 points (2e de la conférence), 10,0 rebonds (2e) et 4,0 passes décisives (6e).
Elle est remporte le titre de meilleure joueuse de la saison régulière, classée première par 31 des 39 votants. Troisième marqueuse et rebondeuse de la saison, elle atteint une adresse remarquable de 66,5% aux tirs, seconde moyenne de l'histoire de la ligue avec notamment 12 tirs réussis sans échec lors de la rencontre opposant les Sparks aux Wings de Dallas Wings le 11 juin 2016. Ses statistiques aux passes décisives (3,1), aux contres (1,2 bpg) et aux interceptions (1,3) sont ses records en carrière WNBA, alors que Los Angeles décroche le second meilleur bilan de la ligue avec 26 victoires pour 8 défaites. Les Sparks remportent le titre de champion de la saison WNBA 2016.
Durant les Finales WNBA, elle est élue présidente de l'Association des joueuses de la WNBA : « Je veux pouvoir apporter une différence pas seulement pour les joueuses mais pour la ligue. Je pense que notre ligue est encore jeune mais nous en voyons les progrès et nous voulons en voir encore plus ».

#### Retour en finale WNBA (2017)
En 2017, elle est élue dans le second meilleur cinq de la WNBA alors que les Sparks enregistrent 26 succès pour seulement 8 revers et se qualifient pour les Finales WNBA. Ses statistiques sont de 18,6 points (6e de la ligue) avec une adresse de 56,1 % (4e), 7,7 rebonds (8e) et 1,85 interception (3e).

#### Deux saisons sans playoffs (2021-2022)
En janvier 2021, Ogwumike a signé de nouveau avec les Sparks pour un accord pluriannuel. Durant la saison 2021, la 25e de la WNBA, elle a été nommée dans la W25 comme l'une des 25 meilleures joueuses de l'histoire de la ligue. En fin de la saison elle remporte le trophée Kim Perrot Sportsmanship pour la troisième année consécutive. Elle a une moyenne de 14,5 points, 6,5 rebonds, 2,7 passes et 1,4 interception par match lors de la saison. Ogwumike joue 18 match lors de la saison en raison d'une blessure au genou. Malgré de bonne performance a son retour de blessure, le Sparks échoue de justesse à se qualifier au playoffs.

### Carrière en sélection nationale
Figurant dans la présélection américaine championnat du monde 2014 puis est retenue dans la sélection finale.
Elle est membre de la sélection américaine qui remporte la Coupe du monde 2018 en enchaînant six rencontres sans défaite en Espagne.
Nneka Ogwumike et Elizabeth Williams demandent à pouvoir représenter le Nigeria lors des Jeux olympiques d'été de 2020 à Tokyo ; leur demande est rejetée par la FIBA puis par le Tribunal arbitral du sport en juillet 2021, la Charte olympique demandant un délai de trois ans après la dernière apparition sous le maillot américain.

### Étranger
Après une première expérience en Pologne en 2012-2013, elle dispute en 2013-2014 le championnat chinois avec Guangdong (27,5 points et 8,3 rebonds) puis rejoint l'année suivante la Russie au Dynamo Koursk. Plus responsabilisée qu'à Los Angeles, elle développe sa palette offensive et sa confiance en attaque. Elle entame après son titre WNBA l'été 2016 sa troisième saison à Koursk.

## Statistiques

### États-Unis

#### Université
| Gras/Meilleures performances | [ 49 ] |

| Saison                    | Équipe                    | Matchs | Titul. | Min./m | % Tir | % 3pts | % LF | Rbds/m. | Pass/m. | Int/m. | Ctr/m. | Pts/m. |
| ------------------------- | ------------------------- | ------ | ------ | ------ | ----- | ------ | ---- | ------- | ------- | ------ | ------ | ------ |
| 2008-20090                | Cardinal de Stanford      | 38     |        | 21,0   | 62,9  | -      | 70,2 | 6,1     | 1,0     | 0,4    | 0,3    | 10,6   |
| 2009-20100                | Cardinal de Stanford      | 38     | 38     | 30,4   | 59,8  | 0,0    | 76,1 | 9,9     | 1,4     | 0,9    | 0,4    | 18,5   |
| 2010-20110                | Cardinal de Stanford      | 33     | 33     | 28,8   | 58,6  | 22,2   | 75,7 | 7,6     | 1,2     | 0,9    | 0,5    | 17,5   |
| 2011-20120                | Cardinal de Stanford      | 36     | 35     | 30,5   | 54,7  | 23,5   | 83,0 | 10,2    | 1,8     | 1,4    | 1,1    | 22,5   |
| Total : moyenne par match | Total : moyenne par match |        |        | 27,6   | 58,3  | 21,4   | 77,3 | 8,5     | 1,3     | 0,9    | 0,6    | 17,2   |
| Totaux                    | Totaux                    | 145    | 106    | 4 003  | 965   | 6      | 555  | 1 226   | 194     | 129    | 88     | 2 491  |

#### WNBA
Saison régulière
| MVP de la saison | Recrue/rookie de la saison | Champion WNBA | Leader de la ligue | Gras/Meilleures performances | [ 50 ] |

| Saison        | Équipe        | Matchs | Titul. | Min./m | % Tir | % 3pts | % LF  | Rbds/m. | Pass/m. | Int/m. | Ctr/m. | Pts/m. |
| ------------- | ------------- | ------ | ------ | ------ | ----- | ------ | ----- | ------- | ------- | ------ | ------ | ------ |
| 2012          | Los Angeles   | 33     | 33     | 27,9   | 53,5  | 14,3   | 73,4  | 7,5     | 1,2     | 1,4    | 0,9    | 14,0   |
| 2013          | Los Angeles   | 34     | 34     | 25,8   | 56,6  | 40,0   | 82,6  | 7,6     | 1,3     | 1,5    | 1,0    | 14,6   |
| 2014          | Los Angeles   | 33     | 33     | 27,6   | 52,0  | 30,0   | 87,3  | 7,1     | 1,5     | 1,8    | 0,5    | 15,8   |
| 2015          | Los Angeles   | 24     | 23     | 32,7   | 52,5  | 8,3    | 86,6  | 7,0     | 2,1     | 1,0    | 0,5    | 15,8   |
| 2016          | Los Angeles   | 33     | 33     | 31,6   | 66,5  | 61,5   | 86,9  | 9,1     | 3,1     | 1,3    | 1,2    | 19,7   |
| 2017          | Los Angeles   | 34     | 34     | 30,9   | 56,1  | 34,0   | 87,0  | 7,7     | 2,1     | 1,9    | 0,5    | 18,8   |
| 2018          | Los Angeles   | 27     | 27     | 30,8   | 52,5  | 34,6   | 81,6  | 6,8     | 2,0     | 1,6    | 0,4    | 15,5   |
| 2019          | Los Angeles   | 32     | 32     | 27,9   | 51,0  | 33,8   | 82,8  | 8,8     | 1,8     | 1,9    | 0,5    | 16,1   |
| 2020          | Los Angeles   | 18     | 18     | 26,4   | 56,9  | 50,0   | 83,7  | 4,8     | 1,7     | 1,1    | 0,2    | 13,3   |
| 2021          | Los Angeles   | 18     | 18     | 31,7   | 53,2  | 36,7   | 80,0  | 6,5     | 2,7     | 1,4    | 0,3    | 14,5   |
| 2022          | Los Angeles   | 34     | 34     | 31,4   | 54,4  | 36,8   | 82,6  | 6,6     | 2,0     | 1,6    | 0,4    | 18,1   |
| 2023          | Los Angeles   | 36     | 36     | 31,1   | 51,2  | 33,9   | 87,0  | 8,8     | 2,7     | 1,7    | 0,7    | 19,1   |
| 2024          | Seattle       | 37     | 37     | 31,8   | .51,1 | 40,5   | 87,6  | 7,6     | 2,3     | 1,9    | 0,5    | 16,7   |
| Total         | Total         | 393    | 392    | 29,8   | 54,2  | 36,8   | .84,1 | 7,5     | 2,0     | 1,6    | 0,6    | 16,5   |
| All-Star Game | All-Star Game | 8      | 3      | 19,5   | 64,9  | 0,0    | 0,0   | 6,3     | 2,3     | 0,1    | 0,1    | 12,5   |

Playoffs
| Champion WNBA | Leader de la ligue | Gras/Meilleures performances | [ 50 ] |

| Saison | Équipe      | Matchs | Titul. | Min./m | % Tir | % 3pts | % LF  | Rbds/m. | Pass/m. | Int/m. | Ctr/m. | Pts/m. |
| ------ | ----------- | ------ | ------ | ------ | ----- | ------ | ----- | ------- | ------- | ------ | ------ | ------ |
| 2012   | Los Angeles | 4      | 4      | 25,8   | 55,2  | -      | 40,0  | 5,3     | 0,5     | 1,0    | 0,8    | 9,0    |
| 2013   | Los Angeles | 3      | 3      | 30,3   | 41,9  | -      | 90,9  | 11,7    | 1,0     | 0,7    | 0,0    | 12,0   |
| 2014   | Los Angeles | 2      | 2      | 30,0   | 66,7  | -      | 100   | 6,0     | 1,0     | 0,5    | 0,0    | 13,0   |
| 2015   | Los Angeles | 3      | 3      | 30,7   | 60,0  | -      | 83,3  | 4,3     | 2,0     | 1,0    | 0,3    | 11,7   |
| 2016   | Los Angeles | 9      | 9      | 31,3   | 62,5  | 22,2   | 76,3  | 9,3     | 2,6     | 2,0    | 1,1    | 17,9   |
| 2017   | Los Angeles | 8      | 8      | 31,5   | 48,2  | 10,0   | 74,4  | 8,8     | 1,5     | 2,1    | 0,1    | 14,0   |
| 2018   | Los Angeles | 2      | 2      | 34,0   | 40,0  | -      | 73,3  | 4,0     | 1,5     | 1,5    | 0,5    | 13,5   |
| 2019   | Los Angeles | 4      | 4      | 29,3   | 59,2  | 40,0   | 85,7  | 7,3     | 1,8     | 1,3    | 0,5    | 18,0   |
| 2024   | Seattle     | 2      | 2      | 37,0   | .32,4 | 22,2   | 100,0 | 10,0    | 2,0     | 3,0°   | 0,5    | 14,5   |
| Total  | Total       | 37     | 37     | 30,8   | 53,1  | 21,2   | 77,1  | 7,9     | 1,7     | 1,6    | 0,5    | 14,4   |

## Palmarès et distinctions

### Palmarès

#### Université
Après avoir été récompensée d'un titre de meilleure lycéenne en 2008, Gatorade Girls National Basketball Player of the Year, elle confirme son talent en universitaire. Dès sa première saison, elle figure dans le cinq des premières années de la Pac-10, All-Freshman Team. Dans cette conférence, elle est récompensée des titres de meilleure joueuse du tournoi de la conférence, en 2010 et 2011, dans le premier cinq de ce tournoi.
Elle est désignée à deux reprises meilleure joueuse de la Pac-10 en 2010 et 2012. Sur le plan national, elle reçoit des nominations All America, obtenant une place dans le deuxième cinq Associated Press All America en 2010, et des places dans les équipes All America de State Farm/WBCA en 2010 et 2011, l'USBWA en 2010 et 2011 et de la John Wooden Women's All-America Team toujours en 2010 et 2011. Lors de sa dernière année universitaire, elle est désignée Consensus All-America. Elle est désignée All-America par de nombreux médias ou organisations : premier cinq Associated Press All-America, où elle devient par ailleurs, avec sa sœur Chinley, le premier couple de sœurs à obtenir une récompense All-America. Elle fait partie des finalistes lors de la désignation des Wade Trophy et Naismith College Player of the Year en 2011 et 2012.

#### WNBA
Dès son premier mois en WNBA, elle reçoit sa première récompense avec le titre de WNBA Rookie of the Month du mois de mai. Elle remporte quatre des cinq titres de meilleure débutante du mois, puis finit sa première saison avec le titre de Rookie de l'année. Elle obtient également à deux reprises le titre de meilleure joueuse de la semaine pour la conférence Ouest, en juin puis en septembre. Elle est de nouveau récompensée de ce titre en juin 2014. Elle se voit également distinguer dans cette ligue par deux sélections au WNBA All-Star Game, lors des éditions de 2013 et 2014.Championne WNBA 2016

#### Europe
Elle enrichit son palmarès en jouant dans d'autres ligues. En 2012-2013, elle remporte la Coupe de Pologne et le titre Champion de Pologne avec le CCC Polkowice. Avec le Dynamo Koursk elle remporte l'euroLigue en 2017.

#### Sélection nationale
- Médaille d’or du Championnat du monde 2014[60] et à la Coupe du monde 2018[46]

### Distinctions personnelles

#### WNBA
- WNBA Most Valuable Player en 2016[38].
- WNBA Rookie of the Year en 2012
- 7 Sélections aux WNBA All-Star Game en 2013, 2014, 2015[61], 2017[62], 2018[63] 2019[64] et 2024.
- 1x All-WNBA First Team en 2016[65]
- 6x All-WNBA Second Team 2014[65], 2017[42], 2019, 2022, 2023 et 2024
- 4x All-Defensive First Team en 2015, 2016[66], 2017[67] et 2019.
- 3x All-Defensive Second Team 2018[68], 2023, 2024.
- All-Rookie Team en 2012
- 3x le Kim Perrot Sportsmanship Award 2019, 2020 et 2021[69]
- Membre des Meilleures joueuses des 25 ans de la WNBA

## Ogwumike dans la culture populaire

### Filmographie
Elle apparait dans le film Space Jam : Nouvelle Ère, sorti en 2021 ou elle joue à la fois son propre rôle et celui d'Arachnneka, une créature ayant l'apparence d'une araignée, joueuse de l'équipe Goon Squad. Sa sœur Chiney Ogwumike et sa compatriote Diana Taurasi apparaissent aussi dans le film.

## Pour approfondir